# مزوتینت

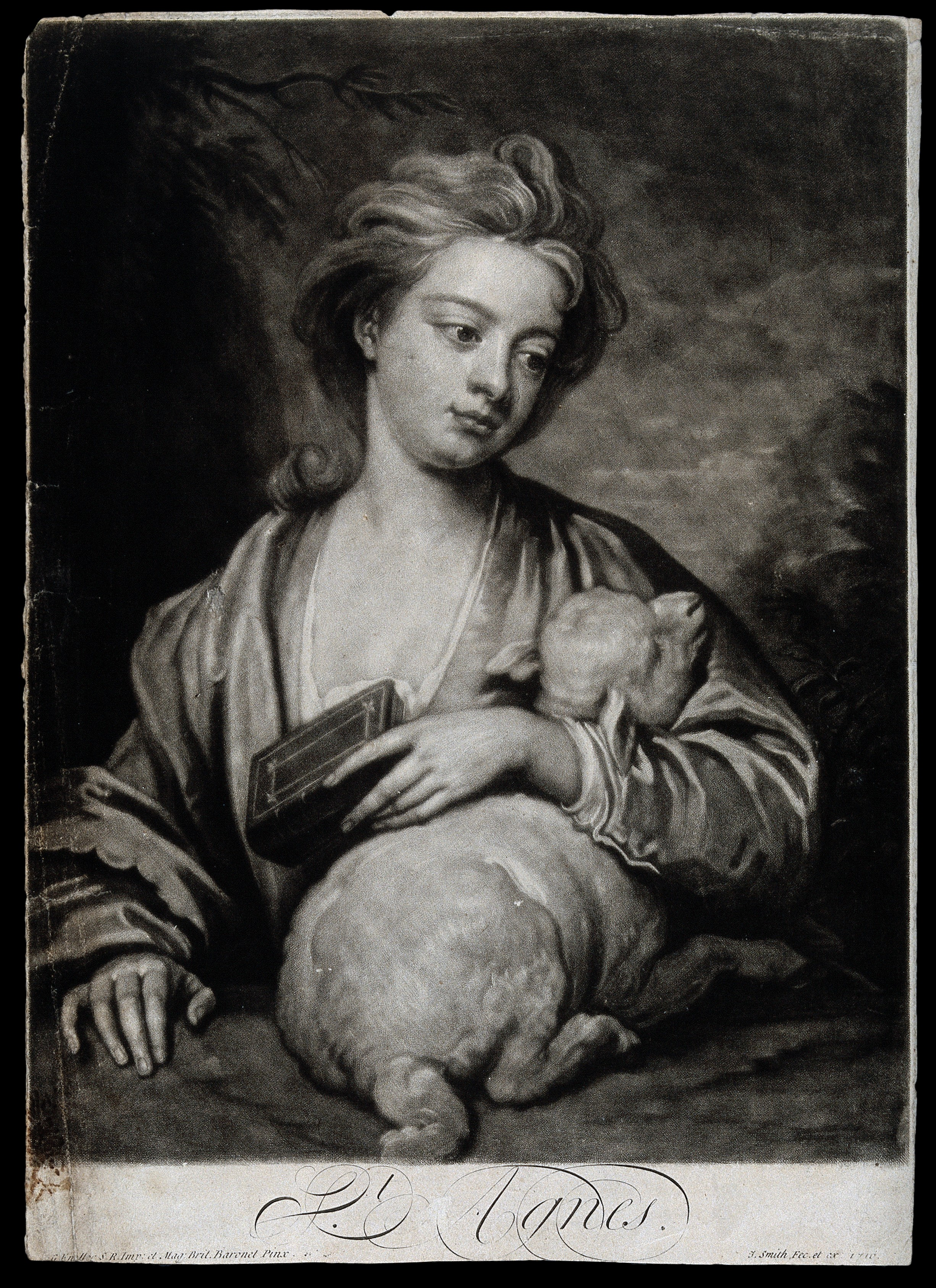
سنت اگنس، یک مزوتنت از جان اسمیت

مزوتینت (به انگلیسی: Mezzotint) یک فرایند چاپ تک رنگ (monochrome printmaking) از خانواده فرونقش است. این اولین فرایند چاپی بود که بدون استفاده از تکنیک‌های خطی یا نقطه‌ای مانند هچینگ کردن (hatching)، نقطه‌نگاری و ترام (Halftone) به دست می‌آمد. مزوتینت با زبر کردن یک صفحه فلزی با هزاران نقطه کوچک ساخته شده توسط یک ابزار فلزی با دندانه‌های کوچک به نام «راکر» (rocker) به تناژ رنگ می‌رسد. در چاپ، حفره‌های ریز موجود در صفحه، جوهر را زمانی که سطح صفحه پاک می‌شود، حفظ می‌کنند. این تکنیک می‌تواند به سطح بالایی از کیفیت و غنا در چاپ دست یابد.
مزوتینت اغلب با سایر تکنیک‌های فرونقش، معمولاً چاپ فلزی و حکاکی ترکیب می‌شود. این فرایند به ویژه از قرن هجدهم به‌طور گسترده در انگلستان برای بازتولید پرتره‌ها و نقاشی‌های دیگر مورد استفاده قرار گرفت. این تا حدودی در رقابت با دیگر تکنیک اصلی تونال روز، آکواتینت بود. از اواسط قرن نوزدهم، استفاده نسبتاً کمی از آن صورت گرفته‌است، زیرا لیتوگرافی و سایر تکنیک‌ها نتایج قابل مقایسه‌تری را آسان‌تر ایجاد می‌کرد. علاقه به یادگیری و استفاده از این تکنیک در سال ۱۹۹۰ پس از انتشار کتاب « The Mezzotint: History and Technique» توسط هنرمند کارول وکس (Carol Wax)به‌طور تصاعدی افزایش یافت. کتاب وکس باعث افزایش قابل توجهی در تعداد هنرمندانی بود که در ایالات متحده و در سرتاسر جهان مزوتینت‌ها را خلق می‌کردند شد. سر فرانک شورت (۱۸۵۷–۱۹۴۵) به همراه پیتر ایلستد (۱۹۳۳–۱۸۶۴) در دانمارک از پیشگامان مهم احیای مزوتنت در بریتانیا بودند. مزوتینت کاران امروزی عبارتند از کریگ مک فرسون (Craig McPherson)(متولد ۱۹۴۸)، فردریک مرشیمر (Frederick Mershimer)(متولد ۱۹۵۸) و کارول وکس (متولد ۱۹۵۳). کتاب وکس در مرحله ویرایش تجدید نظر قرار دارد که قرار است در اواخر سال ۲۰۲۲ منتشر شود.

## تاریخچه
روش چاپ مزوتینت توسط هنرمند آماتور آلمانی لودویگ فون زیگن (Ludwig von Siegen)(1609-1609 ح. 1680) ابداع شد. اولین چاپ مزوتنت او به سال ۱۶۴۲ بر می‌گردد و پرتره ای از کنتس آمالی الیزابت از هانا-مونسنبرگ است. این کار به روش روشن به تاریکی ایجاد شده‌است. به نظر می‌رسد ابزار راکر توسط شاهزاده روپرت راین اختراع شده که فرمانده سواره نظام معروف در جنگ داخلی انگلیس و همچنین نفر بعدی است که از این فرایند استفاده کرد، و آن را به انگلستان برده‌است. سر پیتر لیلی پتانسیل استفاده از آن را برای عمومی سازی پرتره‌های خود دید و تعدادی از چاپگران هلندی را تشویق کرد که به انگلستان بیایند. گادفری نلر از نزدیک با جان اسمیت، که گفته می‌شود مدتی در خانه او زندگی می‌کرد، کار می‌کرد که او حدود ۵۰۰ مزوتینت، حدود ۳۰۰ نسخه از نقاشی‌های پرتره خلق کرد.
جمع‌آوری مزوتنت بریتانیا از حدود سال ۱۷۶۰ تا سقوط بزرگ سال ۱۹۲۹ یک شور و اشتیاق بزرگ بود که به آمریکا نیز سرایت کرد. حوزه اصلی جمع‌آوری آن‌ها پرتره‌های بریتانیایی بود. نقاشی‌های رنگ روغن از نمایشگاه تابستانی آکادمی سلطنتی به‌طور معمول و سودآور در طول این دوره به صورت مزوتنت تکثیر می‌شدند و سایر مزوتینترها پرتره‌های قدیمی‌تری از شخصیت‌های تاریخی را بازتولید می‌کردند یا در صورت لزوم از نو می‌ساختند. دوره مورد محبوب برای جمع‌آوری تقریباً از ۱۷۵۰ تا ۱۸۲۰ بود، دوره بزرگ پرتره بریتانیا. دو سبک اساسی از جمع آوری مجموعه وجود داشت: برخی بر روی ساخت مجموعه ای کامل از مواد در محدوده خاصی تمرکز داشتند، در حالی که برخی دیگر بر روی شرایط و کیفیت عالی (که پس از برداشت تعداد نسبتاً کمی از یک لوح یا پلیت مزوتینت‌ها، میزان آن کاهش می‌یابد) توجه داشتند. کلکسیونرهای برجسته شامل ویلیام ایتون، بارون دوم چالسمور (William Eaton, 2nd Baron Cheylesmore)و جان چالِنِر اسمیت (John Chaloner Smith) ایرلندی بودند.

## تون
مزوتینت به دلیل کیفیت مجلل تون (tone)هایش شناخته شده‌است: اول، به این دلیل که یک سطح یکنواخت که با ظرافت زبر شده، جوهر زیادی را در خود نگه می‌دارد و امکان چاپ رنگ‌های یکدست عمیق را فراهم می‌کند. ثانیاً به این دلیل که فرایند صاف کردن صفحه با ابزارهایی به نام بورین (burin)، بورنیشر(burnisher) و اسکراپر (scraper) اجازه می‌دهد تا درجه‌بندی‌های ظریفی در تن ایجاد شود. اسکراپر یک ابزار با انتهای مثلثی شکل است، و بورنیشر دارای انتهای گرد صاف - تقریباً شبیه به دسته قاشق می‌باشد.

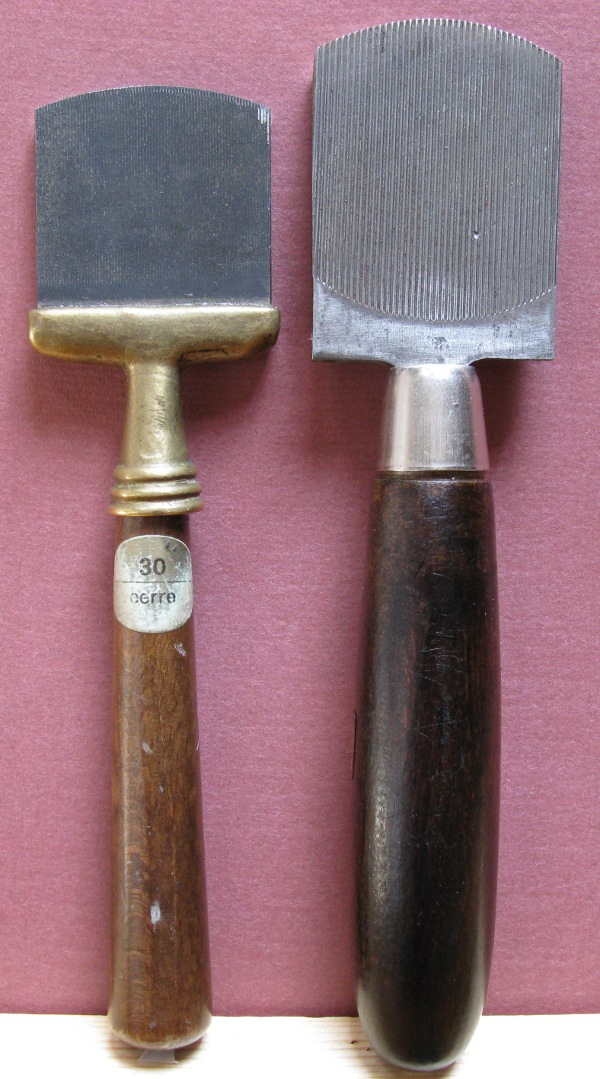
راکر دو سایز
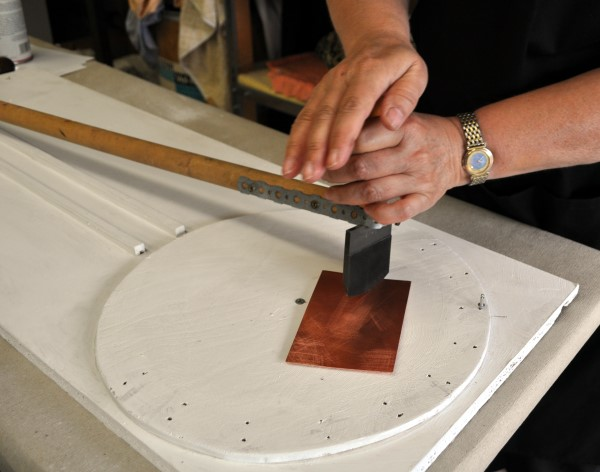
یک راکر در حال استفاده
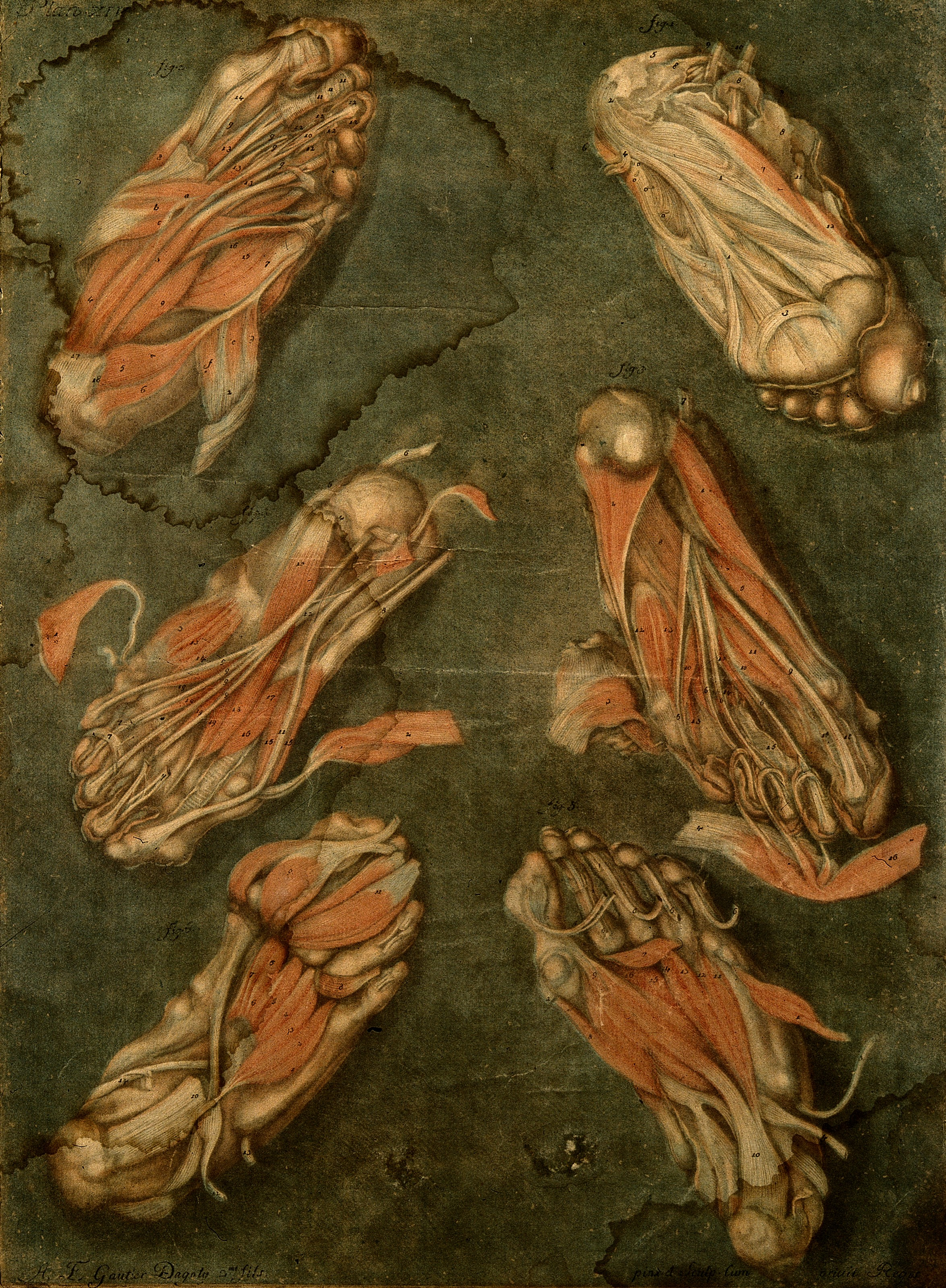
ماهیچه‌های کف پا، مزوتینت رنگی اثر AE Gautier d'Agoty (پسر ژاک فابین گوتیه آگوتی )، ۱۷۷۳
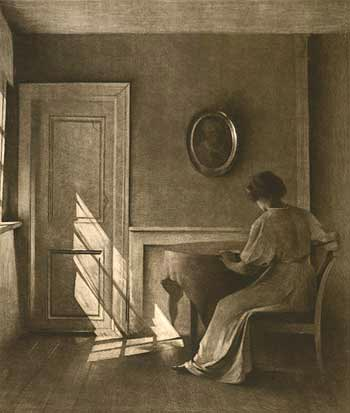
سان شاین وی ، پیتر ایلستد (Sunshine V, Peter Ilsted)

## مزوتینت کاران و سال تولد آن ها
- لودویگ فون سیگن - مخترع
- شاهزاده روپرت راین
- والِرنت فَیانت (Wallerant Vaillant)(16۷۷-16۲۳، اولین مزوتینتر حرفه ای)
- جان اسمیت (John Smith)(حدود ۱۶۵۲ - حدود ۱۷۴۲)
- یان ون در وارت (Jan van der Vaart )(حدود ۱۶۵۰–۱۷۲۷، هلندی شاغل در انگلستان)
- ژاکوب کریستوف لی بلون (Jacob Christoph Le Blon)(۱۶۶۷–۱۷۴۱، آلمانی، چاپ رنگی را با استفاده از صفحات (plates) مختلف توسعه داد)
- برنهارد ووگل (Bernhard Vogel)(۱۶۸۳–۱۷۳۷)
- جورج وایت (حدود ۱۶۸۴–۱۷۳۲)
- Jacques Fabien Gautier d'Agoty (1716-1785، فرانسوی، فرایند مزوتنت چهار رنگ)
- ریچارد هیوستون (۱۷۲۱–۱۷۷۵)
- جیمز مک آردل (۱۷۲۹؟ –۱۷۶۵، ایرلندی)
- ادوارد فیشر (۱۷۳۰–۱۷۸۵؟، ایرلندی)
- یوهان جاکوب رایدینگر (۱۷۳۶–۱۷۸۴)، کوچک‌ترین پسر یوهان الیاس رایدینگر، که خود نیز در مزوتنت کار می‌کرد.
- دیوید مارتین (۱۷۳۷–۱۷۹۷، اسکاتلندی)
- ویلیام پتر (حدود ۱۷۳۸–۱۸۲۱)
- ولنتاین گرین (۱۷۳۹–۱۸۱۳)
- جان دیکسون (حدود ۱۷۴۰–۱۸۱۱)
- ریچارد ارلوم (۱۷۴۳–۱۸۲۲)
- ویلیام دیکنسون (۱۷۴۶–۱۸۲۳)
- جان رافائل اسمیت (۱۷۵۱–۱۸۱۲)
- جان جونز (حدود ۱۷۵۵–۱۷۹۷)
- جوزف گروزر (۱۷۵۵–۱۷۹۹)
- جان یانگ (۱۷۵۵–۱۸۲۵)
- ویلیام دوتی (۱۷۵۷–۱۷۸۲)
- جیمز واکر (حدود ۱۷۶۰ - حدود ۱۸۲۳، بریتانیا، نقل مکان به روسیه)
- چارلز هوارد هاجز (۱۷۶۴–۱۸۳۷، انگلیسی، نقل مکان به آمستردام)
- ویلیام سی (۱۷۶۴–۱۸۳۴)
- چارلز ترنر (۱۷۷۴–۱۸۵۷)
- جان مارتین (۱۷۸۹–۱۸۵۴)
- جیمز بروملی (۱۸۰۰–۱۸۳۸)
- جان سارتین (۱۸۰۸–۱۸۹۷، پیشگام انگلیسی تکنیک در آمریکا)
- الکساندر هی ریچی (۱۸۲۲–۱۸۹۵، اسکاتلندی، نقل مکان به ایالات متحده)
- ریچارد جوزی (۱۸۴۰–۱۹۰۶)، حکاکی کتاب مادر ویسلر جیمز مک نیل ویستلر
- پیتر ایلستد (۱۸۶۱–۱۹۳۳، دانمارکی)
- تی اف سیمون (۱۸۷۷–۱۹۴۲)
- MC Escher (1898-1972)
- یوزو هاماگوچی (۱۹۰۹–۲۰۰۰)
- ماریو آواتی (۱۹۲۱–۲۰۰۹)
- رابرت کیپنیس (متولد ۱۹۳۱)
- تورو ایوایا (متولد ۱۹۳۶)
- کارول وکس (متولد ۱۹۵۳)
- سر فرانک شورت (۱۸۵۷–۱۹۴۵)
- فردریک مرشیمر (متولد ۱۹۵۸)
- کریگ مکفرسون (متولد ۱۹۴۸)